# Калібр 25 мм

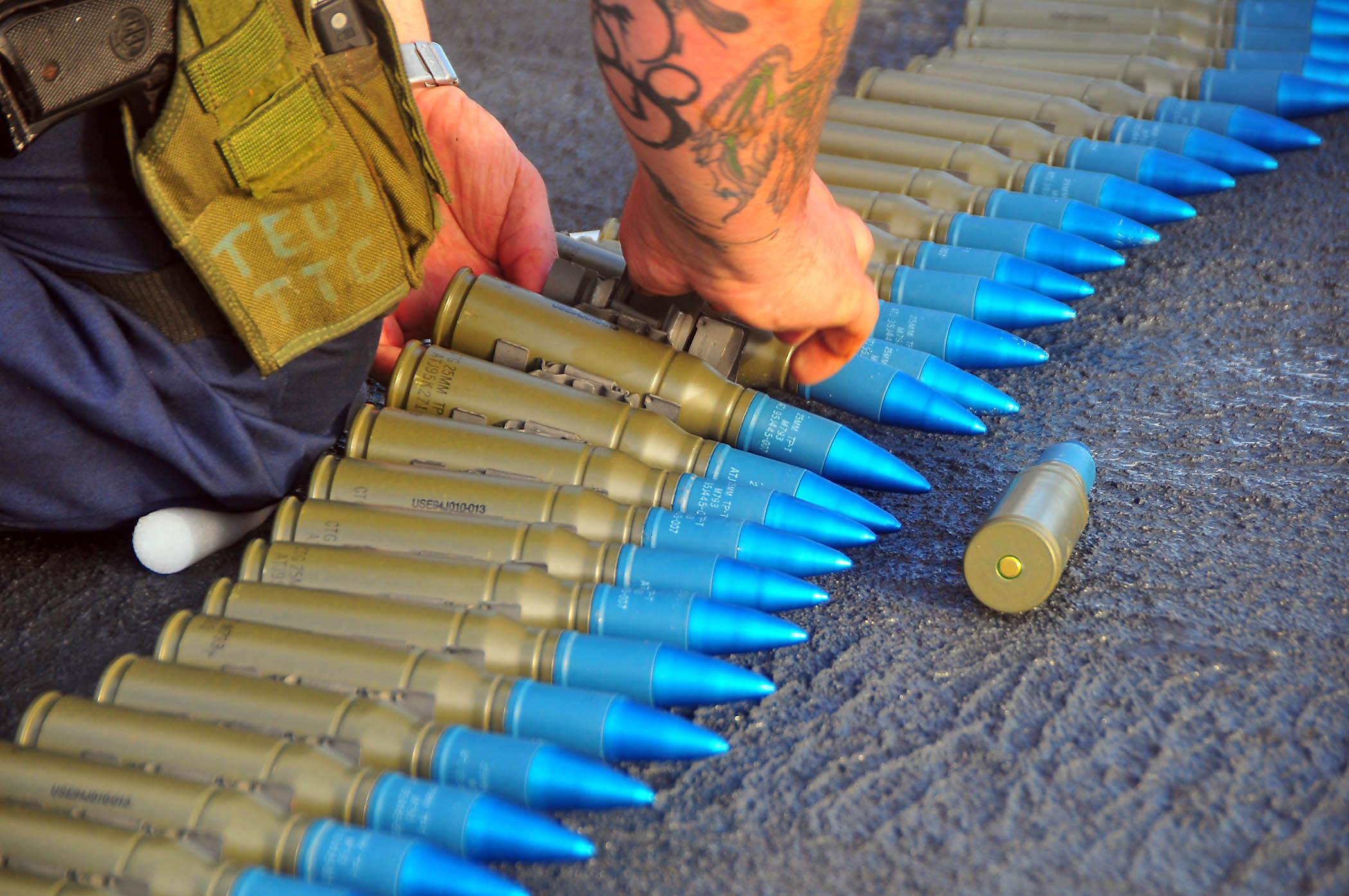
Огляд 25×137 мм M793 навчальних трасувальних (TP-T) набоїв для MK-38.

Калібр 25 мм це розмір снаряду для гармат або автоматичних гармат. Також його використовували у снайперській гвинтівці. Такі боєприпаси включено у стандарт НАТО 25×137 мм та 25×184 мм, як і французькі часів Другої Світової 25×163 мм та 25×193.5 мм R.

## Використання
25 мм набої використовують для боротьби з броньованими цілями і проти живої сили противника. Якщо йдеться про боротьбу з піхотою, то використовують фугасні. Якщо йдеться про боротьбу з броньованими цілями, то використовують бронебійні 25 мм снаряди, які здатні зупинити багато літальних апаратів та техніки, в тому числі і деякі ОБТ.
У армії США 25 мм зброя встановлена на AV-8B Harrier, AC-130 gunship, M2 Bradley, LAV-25, F-35 Lightning II, а також у баштах з автоматичними гарматами Mk 38 на кораблях.

## Типи 25 мм боєприпасів

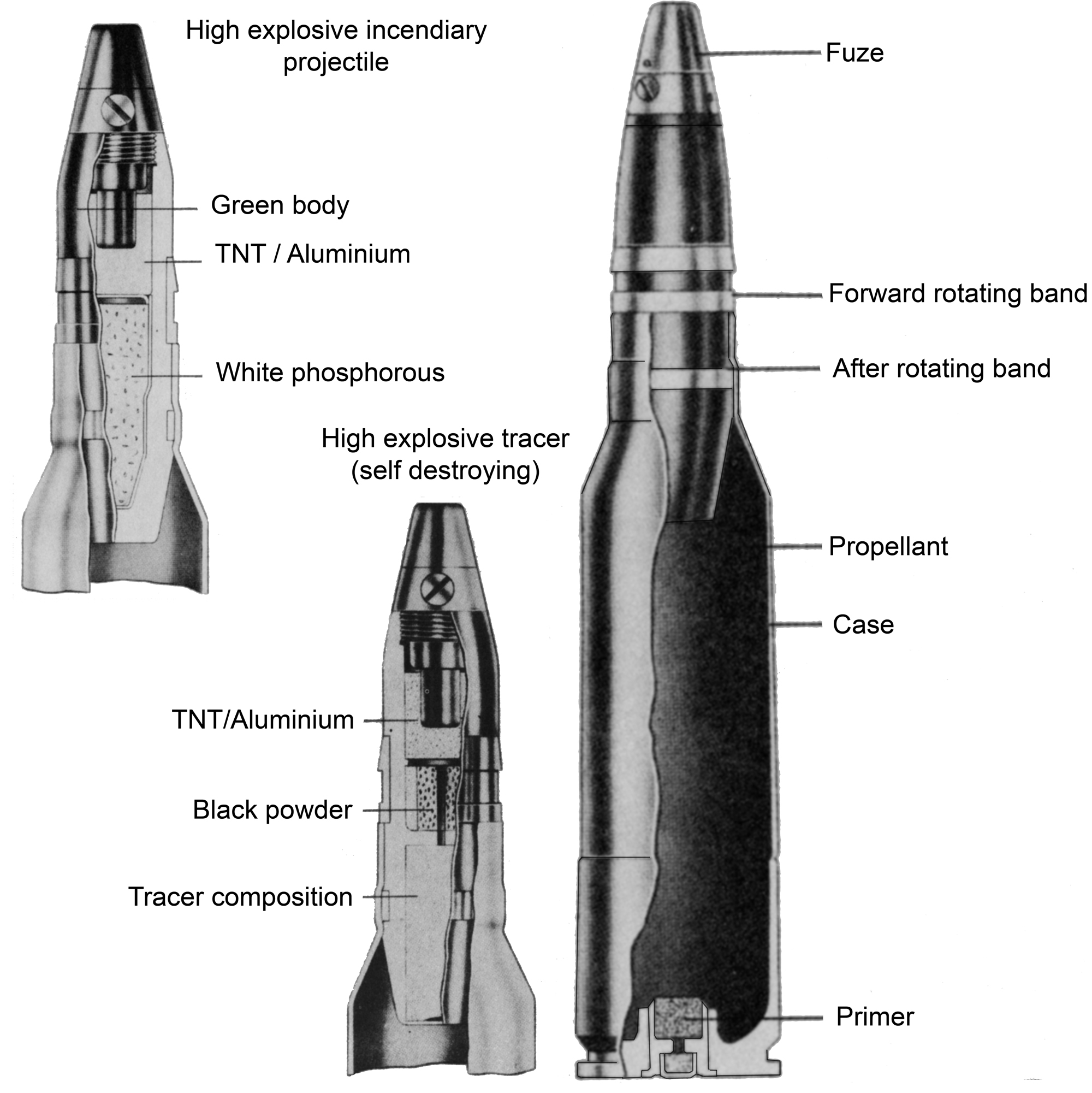
Японський 25×163 мм набій післявоєнного американського виробництва.

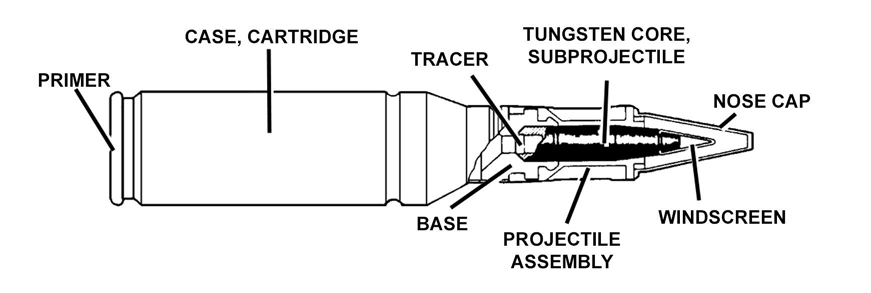
Набій M791 25×137 мм у розрізі.

Найбільш відомими боєприпасами NATO 25 мм є — бронебійні, фугасні, підкаліберні, трасувальні та навчальні. Стрічки зазвичай складаються з комбінації вище вказаних набоїв. Наприклад, стрічка споряджена бронебійними підкаліберними трасувальними (APDS-T) снарядами M791. Їх використовують проти легкої бронетехніки, САУ та повітряних цілей таких як гелікоптери та тихохідні літаки.

## 25 мм зброя
Для кожно гармати вказано її набій.

### Сучасна зброя
- M242 Bushmaster: 25×137 мм
- GAU-12 Equalizer: 25×137 мм
- GIATs, 25M811: 25×137 мм
- Oerlikon KBA: 25×137 мм
- Oerlikon KBB: 25×184 мм
- Oerlikon KBD: 25×184 мм
- PG87 AAA:25×183 мм B
- Type 95 SPAAA:25×183 мм B
- ZPT90:25×183 мм B

### Історична зброя
- 25 мм зенітна гармата Готчкісса/Тип 96 25 мм AT/AA гармата: 25×163 мм
- 25 мм протитанкова гармата Готчкісса: 25×193.5 мм R
- 25 мм M1940 зенітна гармата: 25×218 мм SR